# Mars 96

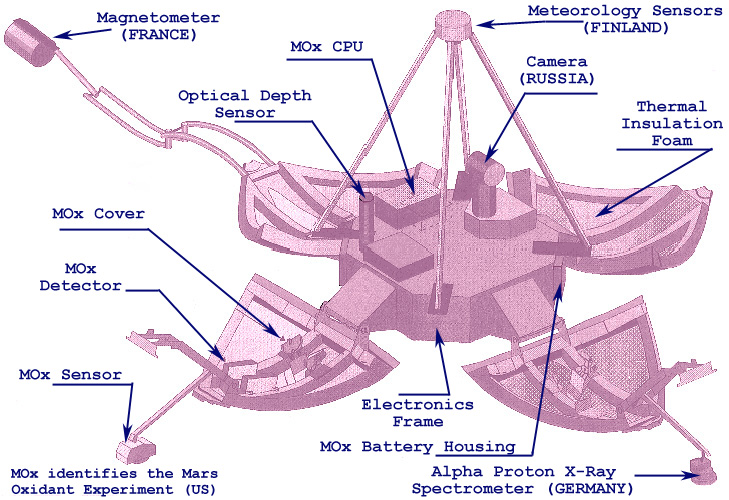
Sonda superficial de la Mars 96.

La Mars 96 fou una missió espacial russa amb l'objectiu d'estudiar Mart, llançada el 16 de novembre de 1996 però que fracassà poc després del llançament. Es tractava d'una missió molt ambiciosa, amb una sonda espacial de més de 6 tones, el més gran artefacte mai llançat cap a Mart, i embarcava més de 500 kg de material científic. Havia de portar una quarantena d'experiments, preparats per una vintena de països, dels quals onze europeus i dos americans. Una part de la missió s'havia de desenvolupar en òrbita, l'altre en el sòl, amb dues petites sondes superficials automàtiques i dos sondes de penetració que s'havien d'enfonsar en el sòl marcià. La Mars 96 havia d'arribar al planeta vermell el 12 de setembre de 1997, 10 mesos després del seu llançament.
La Mars 96 fou llençada el 16 de novembre de 1996 a bord d'un coet Proton des del cosmòdrom de Baikonur. Com a conseqüència d'un problema en el moment de l'encesa de la quarta etapa coet, la sonda no pogué abandonar l'òrbita terrestre i es desintegrà (després de tres revolucions orbitals) a les capes superiors de l'atmosfera. El 17 de novembre de 1996, entre les 00:45 UT i les 01:30 UT, la sonda es va desintegrar en una zona de 320 quilòmetres per 80 quilòmetres, situada entre l'oceà Pacífic, Xile i Bolívia. Per raons desconegudes, la quarta etapa del coet no va cremar el seu carburant. Com estava previst, la sonda Mars 96 es va separar de l'etapa del coet, cremant el seu combustible per tal de deixar l'òrbita terrestre; però a causa de la fallada del bloc D, la nau va cremar el seu carburant encara dins de l'atmosfera terrestre, a una òrbita massa baixa.
A més a més de la sonda orbital, la Mars 96 comprenia dues petites estacions superficials autònomes, destinades a estudiar les propietats físiques i químiques de la superfície marciana, passades i presents. Les dues sondes de penetració estaven muntades sobre la part baixa de la sonda orbital, prop del sistema de propulsió. Aquestes sondes de penetració estaven formades per dos cilindres bastant prims apuntant cap a la part baixa. La part superior del penetrador, molt més ample, estava coberta per un buc en forma d'embut. Els instruments científics es repartien en tota la longitud del cilindre. Els objectius científics, múltiples, eren obtenir imatges de la superfície, estudiar la meteorologia marciana, examinar les propietats físiques, químiques i magnètiques del regolit marcià, i cercar-hi eventuals rastres d'aigua.